# 公共調達
公共調達（こうきょうちょうたつ）とは政府など公共部門が物品やサービスを調達すること。公共調達の契約（公契約、官公庁契約）では一般に競争入札方式での契約が行われる。
国際的には政府調達に関する協定があり、国内・国外の業者を差別しないことが行政主体に求められている。
調達の狭い目的とは別の社会政策を公共調達を通じて付帯的に実現することも期待される。たとえば、マイノリティを雇用する事業者に加点することで労働政策を推進する、環境負荷の小さい製品を選択することで環境政策を推進する（グリーン調達）、人権への配慮を評価項目に加える、などである。

## 公契約
官公庁契約（公契約）は行政主体が行政目的達成のために私人との間で結ぶ契約である。物品の調達の場合は行政主体が購入者となる売買契約、公共事業の場合は行政主体が発注者となる請負契約である。競争入札を行うのは公正性を確保するためであり、私人の契約の場合契約自由の原則により、特定の相手に便宜を図ることへの制約がないのと対照的である。この際、ダンピング合戦が品質低下をもたらすことへの対策、業者の談合や贈収賄等による不正行為への対策などが課題として挙げられる。入札をしない随意契約による公共調達は例外的にのみ認められる。
貸付など金融に関わる公共契約もありうるが、公共調達に関する契約が公共契約の大半である。日本では国の契約は会計法等で、地方公共団体の契約は地方自治法で定められていて、それぞれ省庁の長、首長が行うものとされる（実際には委任を受けた職員が契約の事務手続きを行う）。国等による環境物品等の調達の推進等に関する法律（グリーン購入法）では、それらに加え独立行政法人・特殊法人等、地方公共団体の設立する地方住宅供給公社、地方道路公社、土地開発公社、地方独立行政法人も規定の対象にしている（対象でない一般法人が公共調達規制の抜け道となっているという指摘もある）。

## 請負と労働条項
公共調達の請負業者に一律で義務を課す形でその事業に従事する労働者の労働条件の改善を図る最古の法令は、フランスのパリ市の1888年が制定した。しかし市の権限を越えるものとしてこれに無効判決が出たため、フランス政府は1899年、大統領令（ミルラン命令）で同様の条項を公共土木事業の入札に含めることを国レベルで規定した。
1891年にイギリス議会庶民院は政府が下請業者に対して一定の労働条件を確保させることを求める「公正賃金決議 (Fair Wages Resolution)」を採択した。
1949年に国際労働機関(ILO)はILO第94条約を採択した。これはフランス、米国、イギリス等で制定されていた公契約条例または公契約法を国際的な基準として条約化したものである。2011年時点で批准する国と地域は62だった。日本と米国はこの条約を批准していない。また、イギリスは1982年に破棄した。
この条約を受け、1950年に日本の労働省は公契約法に当たる「國等の契約における労働條項に関する法律案」を作成したが、経済界からの反発が強く、当時の内閣は国会提出を断念した。